# John Cherleton, 4. Baron Cherleton
John Cherleton, 4. Baron Cherleton (auch Charlton, * 25. April 1362; † 19. Oktober 1401 in Powis Castle) war ein anglo-walisischer Marcher Lord.
John Charlton war der älteste Sohn von John Cherleton, 3. Baron Cherleton und dessen Gattin Joan de Stafford, einer Tochter von Ralph de Stafford, 1. Earl of Stafford. Sein Vater starb 1374, womit er zum Erben der Besitzungen seines Vaters, vor allem der Herrschaft Powys Wenwynwyn, und des Titels Baron Charlton wurde. Nach seiner Volljährigkeit diente er 1387 als Justiciar von Nordwales.
Vor März 1392 heiratete er Alice FitzAlan, eine Tochter von Richard FitzAlan, 11. Earl of Arundel und von Elizabeth de Bohun. Während der Rebellion von Owain Glyndŵr unterstützte er im August 1401 einen Feldzug von König Heinrich IV. in Wales, er starb aber bereits im Oktober desselben Jahres. Seine Ehe war kinderlos geblieben, sein Erbe wurde sein jüngerer Bruder Edward. Nach seinem Tod hatte seine Witwe eine Beziehung zu Bischof Henry Beaufort, mit dem sie mutmaßlich eine Tochter, Jane Beaufort, hatte.